# Stefan Ortega
Stefan Ortega (n. 6 noiembrie 1992, Hofgeismar, Hessa, Germania) este un fotbalist german, care joacă pe post de portar la Manchester City în Premier League.